# Drepanojana maeonia
Drepanojana maeonia är en fjärilsart som beskrevs av Druce. Drepanojana maeonia ingår i släktet Drepanojana och familjen Eupterotidae. Inga underarter finns listade i Catalogue of Life.